# Charlton County
Das Charlton County befindet sich im Bundesstaat Georgia der Vereinigten Staaten. Der Verwaltungssitz (County Seat) ist Folkston, das viele Jahre die selbsternannte Hauptstadt der Hochzeiten gewesen war. Viele Heiratswillige fuhren durch das ganze Land, um hier zu heiraten, da es keine Wartezeiten nach dem Aufgebot gab.

## Geographie
Das County liegt im äußersten Südosten von Georgia, grenzt im Osten an den Atlantik und im Süden an Florida. Es hat eine Fläche von 2028 Quadratkilometern, wovon sechs Quadratkilometer Wasserfläche sind, und grenzt im Uhrzeigersinn an folgende Countys: Brantley County, Camden County und Ware County.

## Geschichte
Charlton County wurde als 110. County am 18. Februar 1854 aus Teilen des Camden County gebildet. Benannt wurde es nach Robert M. Charlton aus Savannah, einem US-Senator und frühen Juristen in Georgia.

## Demografische Daten
Laut der Volkszählung von 2010 verteilten sich die damaligen 12.171 Einwohner auf 3.927 bewohnte Haushalte, was einen Schnitt von 2,64 Personen pro Haushalt ergibt. Insgesamt bestehen 4.475 Haushalte.
73,0 % der Haushalte waren Familienhaushalte (bestehend aus verheirateten Paaren mit oder ohne Nachkommen bzw. einem Elternteil mit Nachkomme) mit einer durchschnittlichen Größe von 3,10 Personen. In 35,3 % aller Haushalte lebten Kinder unter 18 Jahren sowie in 27,9 % aller Haushalte Personen mit mindestens 65 Jahren.
24,5 % der Bevölkerung waren jünger als 20 Jahre, 28,2 % waren 20 bis 39 Jahre alt, 29,3 % waren 40 bis 59 Jahre alt und 18,0 % waren mindestens 60 Jahre alt. Das mittlere Alter betrug 38 Jahre. 56,3 % der Bevölkerung waren männlich und 43,7 % weiblich.
68,6 % der Bevölkerung bezeichneten sich als Weiße, 28,5 % als Afroamerikaner, 0,4 % als Indianer und 0,6 % als Asian Americans. 0,3 % gaben die Angehörigkeit zu einer anderen Ethnie und 1,6 % zu mehreren Ethnien an. 2,5 % der Bevölkerung bestand aus Hispanics oder Latinos.
Das durchschnittliche Jahreseinkommen pro Haushalt lag bei 41.059 USD, dabei lebten 18,0 % der Bevölkerung unter der Armutsgrenze.

## Kultur und Sehenswürdigkeiten

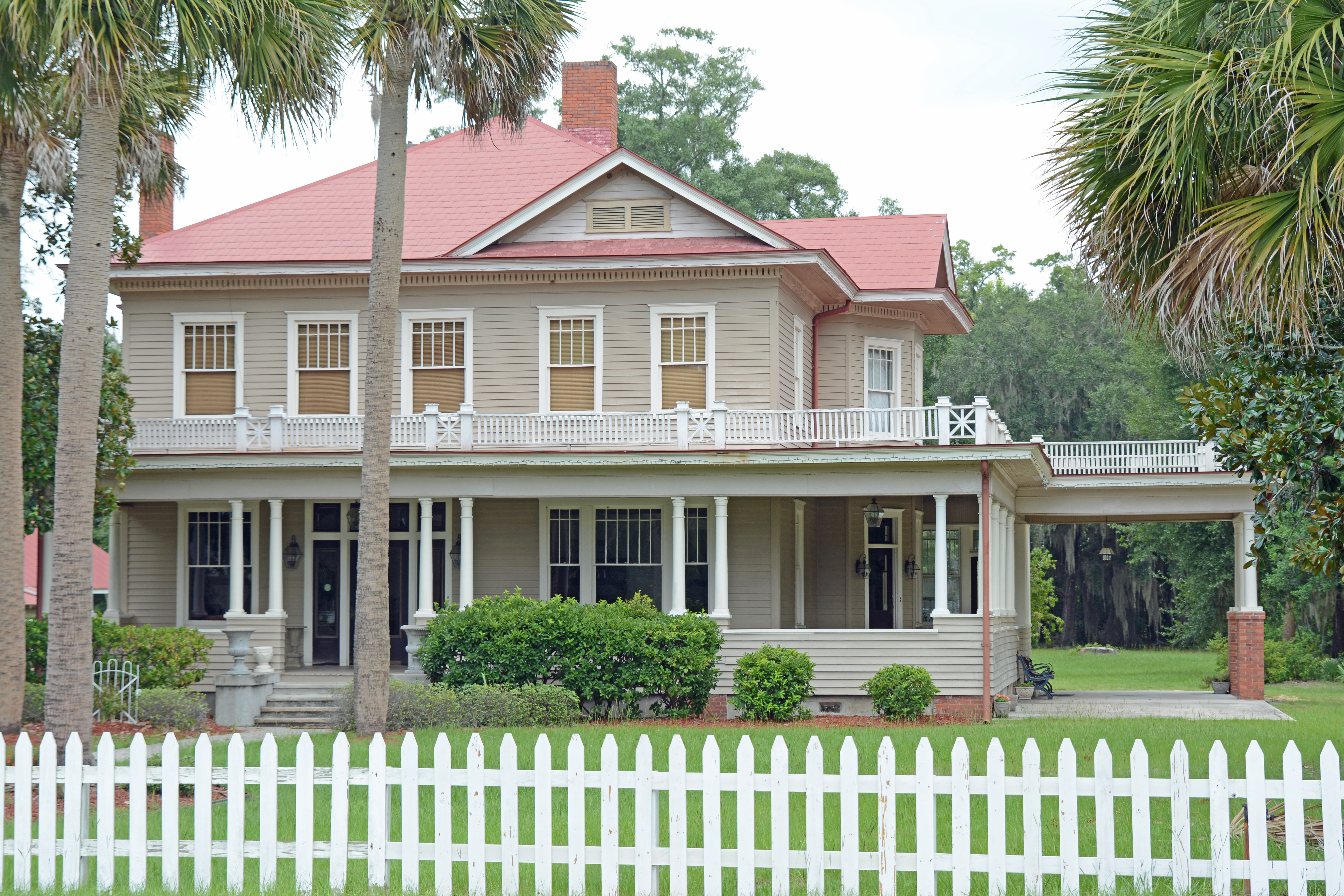
William Mizell Sr. House in Folkston (2015). Dieses auch als Susie Fleming/Helen Sarbacher Property bekannte Anwesen geht auf das Jahr 1917 zurück und weist Stilelemente des Neoklassizismus auf. Im September 1997 wurde es als zweites Objekt im County in das NRHP eingetragen.

Vier Bauwerke im Charlton County sind im National Register of Historic Places („Nationales Verzeichnis historischer Orte“; NRHP) eingetragen (Stand 31. Juli 2023), neben dem Gerichts- und Verwaltungsgebäude sind dies Floyds Island Hammock, die John M. Hopkins Cabin und das William Mizell Sr. House.

## Orte im Charlton County
Orte im Charlton County mit Einwohnerzahlen der Volkszählung von 2010:
Cities:
- Folkston (County Seat) – 4.148 Einwohner
- Homeland – 910 Einwohner